# Geelkeelstekelstaart
De geelkeelstekelstaart (Certhiaxis cinnamomeus) is een zangvogel uit de familie Furnariidae (ovenvogels).

## Verspreiding en leefgebied
Deze soort komt voor van Colombia tot Uruguay en telt acht ondersoorten:
- C. c. fuscifrons: noordelijk Colombia.
- C. c. marabinus: noordoostelijk Colombia en noordwestelijk Venezuela.
- C. c. valencianus: het westelijke deel van Centraal-Venezuela.
- C. c. orenocensis: de Orinocovallei (oostelijk Venezuela).
- C. c. cinnamomeus: Trinidad, noordoostelijk Venezuela, de Guyana's en noordoostelijk Brazilië.
- C. c. pallidus: zuidoostelijk Colombia en westelijk en centraal amazonisch Brazilië.
- C. c. caerensis: oostelijk Brazilië.
- C. c. russeolus: oostelijk Bolivia tot zuidoostelijk Brazilië, Uruguay en noordelijk Argentinië.

## Status
De grootte van de populatie is niet gekwantificeerd maar de soort wordt omschreven als algemeen. Op de Rode lijst van de IUCN heeft deze soort de status niet bedreigd.